# Hull (Iowa)
Pour les articles homonymes, voir Hull.
Hull est une ville du comté de Sioux, en Iowa, aux États-Unis. Elle est incorporée le 15 mai 1886.

## Source de la traduction
- (en) Cet article est partiellement ou en totalité issu de l’article de Wikipédia en anglais intitulé « Hull, Iowa » (voir la liste des auteurs).